# 東京リトル・ラブ
『東京リトル・ラブ』（とうきょう-）とは、フジテレビ系列で火曜日から金曜日（月曜日から木曜日の深夜）に放送されていた帯ドラマ形式のテレビドラマである。2010年4月27日放送開始、9月24日終了。

## 概要
深夜の帯ドラマとしては初となる系列全局ネット。局によって放送時間が異なる。系列外の青森テレビでも放送。
ファースト・サードシーズンの主演は、台湾の人気タレント・夏宇童。セカンドシーズンの主演は林彦君。

## キャスト

### ファースト・サードシーズン
2010年4月27日 - 2010年6月30日放送。(1st)

2010年8月24日 - 2010年9月24日放送。(3rd)
- リリィ - 夏宇童
- 川口公史 - 平方元基
- フェイ - 大塚シノブ
- 中島美咲 - 肘井美佳
- 河合純一 - 阿部亮平
- チーション - 阿部力（友情出演・3rdのみ）
- 西岡勝也 - 山中聡
- 茂山政孝（店長） - 山崎樹範

他

### セカンドシーズン
2010年7月1日 - 2010年8月20日放送。
- アイリン - 林彥君
- クォン - 中江翼
- フェイ - 大塚シノブ
- 高原春人 - 竹財輝之助
- 新川明日香 - 大谷英子
- 前崎友美 - 桝木亜子
- 河合純一 - 阿部亮平
- 西岡勝也 - 山中聡
- 茂山政孝（店長） - 山崎樹範
- 佐野博 - 水橋研二
- 水澤恭二 - 貴山侑哉
- アーティスト - 池田鉄洋

## スタッフ
- 脚本（ファースト・サードシーズン） - 秋山竜平、武井彩、阿相クミコ（1stのみ）
- 脚本（セカンドシーズン） - 渡辺千穂
- 演出 - 松山博昭、遠藤光貴、阿部雅和 他
- 音楽 - Ken Arai
- 主題歌（ファースト・サードシーズン） - 「Praan」歌：RING 徐宛鈴
- 主題歌（セカンドシーズン） - 「たった一言」歌：HY
- プロジェクトリーダー - 関谷正征
- クリエイティブディレクター - 岸勇希
- プロデューサー - 鹿内植
- 協力 - ローソン
- 制作著作 - フジテレビ

## 放送時間
| 放送対象地域   | 放送局             | 系列                                   | 放送時間 | 備考                 |
| -------------- | ------------------ | -------------------------------------- | --- | -------------------- |
| 関東広域圏     | フジテレビ         | フジテレビ系列                         | 火曜 - 金曜 0:35 - 0:45（月曜 - 木曜深夜）                                                                          | 制作局               |
| 北海道         | 北海道文化放送     | フジテレビ系列                         | 火曜 - 金曜 0:35 - 0:45（月曜 - 木曜深夜）                                                                          | 同時ネット           |
| 岩手県         | 岩手めんこいテレビ | フジテレビ系列                         | 火曜 - 金曜 0:35 - 0:45（月曜 - 木曜深夜）                                                                          | 同時ネット           |
| 宮城県         | 仙台放送           | フジテレビ系列                         | 火曜 - 金曜 0:35 - 0:45（月曜 - 木曜深夜）                                                                          | 同時ネット           |
| 秋田県         | 秋田テレビ         | フジテレビ系列                         | 火曜 - 金曜 0:35 - 0:45（月曜 - 木曜深夜）                                                                          | 同時ネット           |
| 山形県         | さくらんぼテレビ   | フジテレビ系列                         | 火曜 - 金曜 0:35 - 0:45（月曜 - 木曜深夜）                                                                          | 同時ネット           |
| 福島県         | 福島テレビ         | フジテレビ系列                         | 火曜 - 金曜 0:35 - 0:45（月曜 - 木曜深夜）                                                                          | 同時ネット           |
| 長野県         | 長野放送           | フジテレビ系列                         | 火曜 - 金曜 0:35 - 0:45（月曜 - 木曜深夜）                                                                          | 同時ネット           |
| 静岡県         | テレビ静岡         | フジテレビ系列                         | 火曜 - 金曜 0:35 - 0:45（月曜 - 木曜深夜）                                                                          | 同時ネット           |
| 富山県         | 富山テレビ         | フジテレビ系列                         | 火曜 - 金曜 0:35 - 0:45（月曜 - 木曜深夜）                                                                          | 同時ネット           |
| 石川県         | 石川テレビ         | フジテレビ系列                         | 火曜 - 金曜 0:35 - 0:45（月曜 - 木曜深夜）                                                                          | 同時ネット           |
| 島根県・鳥取県 | 山陰中央テレビ     | フジテレビ系列                         | 火曜 - 金曜 0:35 - 0:45（月曜 - 木曜深夜）                                                                          | 同時ネット           |
| 岡山県・香川県 | 岡山放送           | フジテレビ系列                         | 火曜 - 金曜 0:35 - 0:45（月曜 - 木曜深夜）                                                                          | 同時ネット           |
| 広島県         | テレビ新広島       | フジテレビ系列                         | 火曜 - 金曜 0:35 - 0:45（月曜 - 木曜深夜）                                                                          | 同時ネット           |
| 愛媛県         | テレビ愛媛         | フジテレビ系列                         | 火曜 - 金曜 0:35 - 0:45（月曜 - 木曜深夜）                                                                          | 同時ネット           |
| 高知県         | 高知さんさんテレビ | フジテレビ系列                         | 火曜 - 金曜 0:35 - 0:45（月曜 - 木曜深夜）                                                                          | 同時ネット           |
| 福岡県         | テレビ西日本       | フジテレビ系列                         | 火曜 - 金曜 0:35 - 0:45（月曜 - 木曜深夜）                                                                          | 同時ネット           |
| 佐賀県         | サガテレビ         | フジテレビ系列                         | 火曜 - 金曜 0:35 - 0:45（月曜 - 木曜深夜）                                                                          | 同時ネット           |
| 長崎県         | テレビ長崎         | フジテレビ系列                         | 火曜 - 金曜 0:35 - 0:45（月曜 - 木曜深夜）                                                                          | 同時ネット           |
| 熊本県         | テレビ熊本         | フジテレビ系列                         | 火曜 - 金曜 0:35 - 0:45（月曜 - 木曜深夜）                                                                          | 同時ネット           |
| 鹿児島県       | 鹿児島テレビ       | フジテレビ系列                         | 火曜 - 金曜 0:35 - 0:45（月曜 - 木曜深夜）                                                                          | 同時ネット           |
| 沖縄県         | 沖縄テレビ         | フジテレビ系列                         | 火曜 - 金曜 0:35 - 0:45（月曜 - 木曜深夜）                                                                          | 同時ネット           |
| 新潟県         | 新潟総合テレビ     | フジテレビ系列                         | 火曜 1:05 - 1:15（月曜深夜） 水曜 - 金曜 1:00 - 1:10（火曜 - 木曜深夜）                                             | 不明                 |
| 福井県         | 福井テレビ         | フジテレビ系列                         | 火曜 0:55 - 1:05（月曜深夜） 水曜 - 金曜 1:10 - 1:20（火曜 - 木曜深夜）                                             | 不明                 |
| 中京広域圏     | 東海テレビ         | フジテレビ系列                         | 火曜 1:16 - 1:26（月曜深夜） 水曜 1:35 - 1:45（火曜深夜） 木曜 1:20 - 1:30（水曜深夜） 金曜 1:35 - 1:45（木曜深夜） | 不明                 |
| 近畿広域圏     | 関西テレビ         | フジテレビ系列                         | 火曜 - 金曜 1:19 - 1:29（月曜 - 木曜深夜）                                                                          | 不明                 |
| 大分県         | テレビ大分         | フジテレビ・日本テレビ系列             | 火曜 1:44 - 1:54（月曜深夜） 水曜・木曜 1:59 - 2:09（火曜・水曜深夜） 金曜 1:38 - 1:48（木曜深夜）                  | 不明                 |
| 宮崎県         | テレビ宮崎         | フジテレビ・日本テレビ・テレビ朝日系列 | 火曜 - 木曜 1:24 - 1:34（月曜 - 水曜深夜） 金曜 1:34 - 1:44（木曜深夜）                                             | 不明                 |
| 青森県         | 青森テレビ         | TBS系列                                | 火曜 1:20 - 1:30（月曜深夜） 水曜 1:30 - 1:40（火曜深夜） 木曜 1:00 - 1:10（水曜深夜） 金曜 0:45 - 0:55（木曜深夜） | 2010年5月4日放送開始 |